# Victor Győző Hajdu
Victor Győző Hajdu (n. 5 august 1929, Lunca Mureșului -- d. 30 noiembrie 2018) a fost un demnitar comunist român de origine maghiară. A rămas fidel regimului comunist și după 1989. Victor Hajdu Győző a fost decorat cu Ordinul Muncii.

## Biografie
A absolvit Colegiul Reformat din Târgu Mureș în 1948 și Universitatea de Științe Bolyai, unde a studiat limba și literatura maghiară (1952). În calitate de student, a lucrat alături de Gábor Gaál în redacția Utunk, apoi a devenit redactor-șef al ziarului Cuvântul adevărat, lansat în 1953, și a rămas astfel timp de trei decenii, definind profilul ziarului, materialele sale intelectuale, campaniile ocazionale și articolele comemorative.
Prima sa lucrare a fost publicată sub titlul Științe naturale într-o ediție colegială (Marosvásárhely, 1952). Articolele, studiile și notele sale au fost publicate în Adevărul, Utunk, Művelődés și în cotidiene.
Conform introducerii la colecția de articole intitulată Műhely (Atelier), publicată în 1967, munca sa de o viață este editarea. Seria de portrete publicate ale scriitorilor László Tompa, György Kovács, László Gagyi, Andor Bajor, precum și lista de nume ale lui József Bajza, Zoltán Thury, Eminescu, Caragiale, Ady, Zsigmond Móricz, Gábor Gaál, Arghezi, toți aceștia fiind dați ca exemple, indică un sistem de semnificanți literar-politici dezvoltat în mod conștient, care a dus la o asumare modernă a tradițiilor naționale și la receptarea generațiilor Forrás. A alcătuit și a contribuit cu o prefață la un volum de povestiri selectate de Zoltán Thury (Tradiții avansate, 1954), a scris un post-scriptum la ediția românească a piesei Úri muri (1965) de Zsigmond Móricz și a contribuit cu o prefață și un apendice la romanul Iarna transilvăneană de György Kovács (I-II. Biblioteca profesorilor, Cluj-Napoca, 1976).
Pentru soția sa, actrița Erzsébet Ádám, a organizat serate literare, printre care propriile cuvinte în Harangtistan (1974), Rejtelmek ha zengenek (1976), o recitare a lui Attila József, Wild Roses (1978), o seară în memoria lui Kriza, și A nap árcéka (1980), un spectacol al prințului Gábor Bethlen bazat pe Zsigmond Móricz. Piesa sa "Nu interveni, ascultă tot timpul", în regia lui János Taub, prezentată de Teatrul Maghiar de Stat din Timișoara, a adus pe scenă problemele muncii (1971). Drama sa de montaj publicistic Van ilyen szerelem (Există o astfel de dragoste), bazată pe documente ale mișcării muncitorești din Târgu Mureș și poezii de Attila József, a fost prezentată de Filiala maghiară a Teatrului Național din Târgu Mureș (1981).
În deceniul și jumătate de după 1989, a fost vizat mai ales ca fost redactor-șef  la Cuvântul Adevărului, ca "poet de curte" al dictaturii Ceaușescu și ca fondator al revistei Együtt (1991), în legătură cu disputele legate de agenții și de percepția maghiarilor din România ca națiune. În această perioadă au fost făcute publice documente care dovedesc că a fost un servitor deplin al regimului comunist, inclusiv denunțându-și în mod regulat colegii. Și-a folosit numele romanizat ca Haidu Victor. Împreună cu soția sa, care și-a denunțat și ea colegii la aparatul de stat comunist român, a fost subiectul disprețului public al intelectualilor maghiari din Transilvania.

## Studii
- Facultatea de Filologie și Literatură, Universitatea „Bolyai” din Cluj (1948–1952);
- Universitatea Politică și de Conducere.

## Distincții
- Ordinul Muncii clasa a III-a (30 decembrie 1957) „cu ocazia celei de a zecea aniversări a proclamării Republicii Populare Romîne și pentru merite deosebite în îndeplinirea sarcinilor date de Partidul Muncitoresc Romîn, pentru merite deosebite pe tărîmul construcției de stat, economice, sociale, culturale și obștești”[2]
- Ordinul Muncii clasa a III-a (12 august 1959) „pentru activitate rodnică în dezvoltarea științei și culturii din Republica Populară Romînă”[3]
- Ordinul Steaua Republicii Populare Române clasa a V-a (10 iulie 1965) „pentru merite deosebite în realizarea sarcinilor prevăzute în Directivele celui de al III-lea Congres al Partidului Muncitoresc Român”[4]